# Iván Erőd
Iván Erőd  (en húngaro: Erőd Iván; Budapest, 2 de enero de 1936-Viena, 24 de junio de 2019) fue un compositor y pianista austriaco.

## Datos biográficos
Estudió en el Academia de Música Ferenc Liszt con Pál Kadosa (piano) y Ferenc Szabó (composición). Emigró a Austria en 1956 y estudió en la Academia de Música de Viena, con Richard Hauser (piano) y Karl Schiske (composición). Tomó varias clases en el Escuela de Darmstadt, estudiando con Eduard Steuermann y Luigi Nono. En 1960 inició su carrera como pianista.
De 1962-68 fue répétiteur en el Wiener Staatsoper y el Wiener Festwochen. De 1967 a 1989 enseñó teoría musical y composición en la Universidad de Música y Artes Escénicas, y más tarde fue maestro en la Academia de Música de Viena.
Su alumnado ha incluido a Rudolf Hinterdorfer, Georg Friedrich Haas, Michele Trenti y Gerhard Präsent. Entre 2004 y 2009 fue profesor en la Academia de Música Franz Liszt Academia de Música. Desde entonces, 2009 fue miembro del Széchenyi Academia de Bellas artes (Széchenyi Irodalmi és Művészeti Akadémia).
Su hermano y sus abuelos fueron asesinados en Auschwitz en 1944. Huyó de Hungría después de los acontecimientos de 1956. Se casó en 1969 y tuvo cinco niños. Su hijo, Adrián, es un cantante de ópera en la Ópera Estatal de Viena. Tras la caída del comunismo adquirió una granja en Hungría en donde pasa gran parte del tiempo.

## Obra
La música de Erőd fue influenciada por la corriente húngara con autores como Béla Bartók y Zoltán Kodály. Antes de emigrar a Viena se interesó en el dodecafonismo de la Escuela de Viena y en el serialismo. Su trío de alientos, op. 4 (1957, revisado en 1987), y su Ricercare ed Aria, op. 11, para cuarteto de alientos (1965) se basaron en la escala dodecafónica y también su primera ópera, Das Mädchen, der Matrose und der Student (La joven, el marinero y el estudiante) de 1960. Después compuso otra ópera: Die Seidenraupen (Los gusanos de seda) entre 1964-68, que fue exitosamente representada durante el festival Wiener Festwochen en el Teatro de Viena teniendo como cantantes principales a Jannette Pilou y Oskar Czerwenka.
Su música de cámara incluye tres cuartetos para cuerdas, op.18, 26 and 78, dos sextetos para cuerdas, op. 45 and 68, y Bukolika para ensamble de cámara, op. 64 (1994), basada en la vida rural húmgara.  Su primer trío para piano, op. 21, fue escrito en 1976. El segundo trío, op.42, in 1982; después escribió un trío para clarinete, violín y piano, op. 59 - encargado por el Verdehr Trio - en 1991. Ha compuesto también canciones (Lieder), como Canti di Ungaretti (1988).
Durante las décadas de 1970 y 1980 el Jazz y el Blues ejercieron fuerte influencia en sus conciertos para piano como por ejemplo en su op. 19.
Más recientemente, compuso un concierto para tres clarinetes (para Los Clarinotts, ensamble configurado por los Ottensamer: Daniel, su padre Ernst, fallecido en 2017, y su hermano menor Andreas) que fue inaugurado por la Filarmónica de Viena en enero de 2016.

## Premios
- 1962: Ferruccio Busoni Competición de Piano Internacional, Tercer Premio
- 1970: Österreichischer Staatspreis (Premio Nacional de Austria)
- 1981: Musikpreis des Landes Steiermark (Premio de Música de Styria)
- 1986: Preis der Stadt Wien für Musik. (Premio de música de Viena)
- 2001: Decoración Magnífica de Honor en Plata para Servicios a la República de Austria (= 7.ª Clase)[9]
- 2006: Miembro honorario de la Asociación de Compositores austriacos (Österreichischer Komponistenbund).